# Бойня на площади Таксим
Бойня на площади Таксим, также Кровавый Первомай (тур. Kanlı 1 Mayıs) — произошла 1 мая 1977 года на площади Таксим в Стамбуле.

## Предыстория
Впервые в Османской империи первое мая отмечалось в 1909 году в городе Скопье. В Стамбуле впервые празднования проводились в 1912 году. В период между 1928 и 1975 годами праздник не отмечался. 1 мая 1976 года Конфедерация революционных профсоюзов Турции (DISK) организовала на площади Таксим первый спустя период запретов первомайский митинг, в котором принимало участие большое количество человек.

## События
В праздновании дня труда в 1977 году принимало участие около 500 тысяч человек. Митинг, вновь инициированный DISK, собрал практически все турецкие левые группы. Его поддержали даже многие высокопоставленные члены Республиканской народной партии, под руководством Бюлента Эджевита бывшей одной из двух ведущих партий страны: её депутаты присоединились к демонстрации, а Стамбульский муниципалитет во главе с членом РНП Ахметом Исваном, выразил ей свою поддержку.
Люди, собравшиеся на площади, были обстреляны неизвестными. По словам свидетелей, огонь вёлся с крыши здания, принадлежавшего компании, занимавшейся водоснабжением, и отеля Мармара, который на тот момент являлся самым высоким зданием в Стамбуле. После обстрела полиция попыталась разогнать собравшихся на площади, используя тяжёлую технику и водомёты. Вследствие обстрела и действий полиции на площади возникла давка. Большинство людей, которые были убиты и ранены в тот день, пострадали именно в результате давки.

### Пострадавшие
В результате инцидента погибло, по разным данным, от 34 до 42 человек, ещё от 126 до 220 получили ранения. В списке убитых, составленном полицией, было упомянуто 34 человека. В аналогичном списке, составленном Конфедерацией революционных профсоюзов Турции, — 36, но часть списка различалась. Представитель DISK Фахреттин Эрдоган заявил, что всего в двух списках упомянуто 42 различных человека.
Согласно результатам вскрытия, 4 человека погибли от огня снайперов, ещё 27 в результате давки, причиной смерти ещё троих мог стать как обстрел, так и давка. Некоторые свидетели утверждали, что одного из погибших переехал бронетранспортёр.

### Уголовное дело
После инцидента было задержано около 500 демонстрантов, 93 из них были предъявлены обвинения. Позднее все задержанные были выпущены. Прокурор, расследовавший дело, заявил, что около 20 неизвестных снайперов, находившихся на крыше компании, занимавшейся водоснабжением, были задержаны, в официальных документах какие-либо упоминания о задержанных снайперах отсутствуют.

### Контргерилья
Так как ни организаторы, ни снайперы не были найдены, возникли предположения о том, что за расстрелом стояла контргерилья. Одним из первых это заявил политик Бюлент Эджевит, находившийся на тот момент в оппозиции.
Другие считали, что расстрел был организован ЦРУ.